# Grécia nos Jogos Olímpicos de Inverno de 2022
Grécia participa dos Jogos Olímpicos de Inverno de 2022, realizados em Pequim, na China.
É a 19.ª aparição do país em Olimpíadas de Inverno. É representado por cinco atletas, sendo dois homens e três mulheres.
Como nação fundadora dos Jogos Olímpicos e, de acordo com a tradição, a Grécia é o primeiro país a entrar na apresentação das equipes na cerimônia de abertura.

## Competidores
| Esporte             | Masculino | Feminino | Total |
| ------------------- | --------- | -------- | ----- |
| Esqui alpino        | 1         | 1        | 2     |
| Esqui cross-country | 1         | 2        | 3     |
| Total               | 2         | 3        | 5     |

## Desempenho

### Esqui alpino
Masculino
| Atleta           | Evento         | Descida 1 | Pos. | Descida 2   | Pos.        | Total       | Pos.        | Ref.  |
| ---------------- | -------------- | --------- | ---- | ----------- | ----------- | ----------- | ----------- | ----- |
| Ioannis Antoniou | Slalom         | 59.48     | 36   | 54.81       | 28          | 1:54.29     | 29          | [ 3 ] |
| Ioannis Antoniou | Slalom gigante | DNF       | DNF  | Não avançou | Não avançou | Não avançou | Não avançou | [ 4 ] |

Feminino
| Atleta          | Evento         | Descida 1 | Pos. | Descida 2   | Pos.        | Total       | Pos.        | Ref.  |
| --------------- | -------------- | --------- | ---- | ----------- | ----------- | ----------- | ----------- | ----- |
| Maria Tsiovolou | Slalom         | DNF       | DNF  | Não avançou | Não avançou | Não avançou | Não avançou | [ 5 ] |
| Maria Tsiovolou | Slalom gigante | DNF       | DNF  | Não avançou | Não avançou | Não avançou | Não avançou | [ 6 ] |

### Esqui cross-country
Masculino
| Atleta            | Evento                | Qualificatório | Qualificatório | Quartas     | Quartas     | Semifinal   | Semifinal   | Final       | Final       | Final       | Ref.  |
| Atleta            | Evento                | Tempo          | Pos.           | Tempo       | Pos.        | Tempo       | Pos.        | Tempo       | Dif.        | Pos.        | Ref.  |
| ----------------- | --------------------- | -------------- | -------------- | ----------- | ----------- | ----------- | ----------- | ----------- | ----------- | ----------- | ----- |
| Apostolos Angelis | 50 km livre           |                |                |             |             |             |             |             |             |             |       |
| Apostolos Angelis | Velocidade individual | 3:20.87        | 83             | Não avançou | Não avançou | Não avançou | Não avançou | Não avançou | Não avançou | Não avançou | [ 7 ] |

Feminino
| Atleta       | Evento                | Clássico | Clássico | Livre       | Livre       | Final       | Final       | Final       | Ref.  |
| Atleta       | Evento                | Tempo    | Pos.     | Tempo       | Pos.        | Tempo       | Dif.        | Pos.        | Ref.  |
| ------------ | --------------------- | -------- | -------- | ----------- | ----------- | ----------- | ----------- | ----------- | ----- |
| Maria Ntanou | 10 km clássico        | —        | —        | —           | —           | 37:39.4     | +9:33.1     | 88          | [ 8 ] |
| Maria Ntanou | 30 km livre           | —        | —        | —           | —           |             |             |             |       |
| Maria Ntanou | Velocidade individual | 4:04.66  | 83       | Não avançou | Não avançou | Não avançou | Não avançou | Não avançou | [ 9 ] |
| Nefeli Tita  | 10 km clássico        | —        | —        | —           | —           | 42:12.1     | +14:05.8    | 98          | [ 8 ] |
| Nefeli Tita  | Velocidade individual | 4:14.48  | 88       | Não avançou | Não avançou | Não avançou | Não avançou | Não avançou | [ 9 ] |

| Atleta                   | Evento                 | Semifinal      | Semifinal | Final       | Final       | Final       | Ref.   |
| Atleta                   | Evento                 | Tempo          | Pos.      | Tempo       | Dif.        | Pos.        | Ref.   |
| ------------------------ | ---------------------- | -------------- | --------- | ----------- | ----------- | ----------- | ------ |
| Maria Ntanou Nefeli Tita | Velocidade por equipes | LAP (4 voltas) | 13        | Não avançou | Não avançou | Não avançou | [ 10 ] |

Legenda
| Recorde mundial      | Recorde mundial (World record)               |                       | Recorde africano                      | Recorde africano (African) |                                           | Q | Classificado por posição (Qualified) |
| Recorde olímpico     | Recorde olímpico (Olympic record)            | Recorde da América    | Recorde da América (Americas)         | q                          | Classificado por melhor tempo (Qualified) |   |                                      |
| Melhor marca do ano  | Melhor marca do ano (World leading)          | Recorde asiático      | Recorde asiático (Asian)              | DNS                        | Não largou (Did not start)                |   |                                      |
| Recorde nacional     | Recorde nacional (National record)           | Recorde europeu       | Recorde europeu (European)            | DNF                        | Não terminou (Did not finish)             |   |                                      |
| Recorde pessoal      | Recorde pessoal do atleta (Personal best)    | Recorde da Oceania    | Recorde da Oceania (Oceania)          | DSQ / DQ                   | Desclassificado (Disqualified)            |   |                                      |
| Recorde da temporada | Recorde da temporada do atleta (Season best) | Recorde sul-americano | Recorde sul-americano (South America) | NM                         | Sem marca (No mark)                       |   |                                      |